# Les Akord's
Les Akord's va ser un quintet d'harmoniquistes fundat el 1953 pel professor Joaquim Fusté i Alcalà i alguns dels seus alumnes que va destacar obtenint diversos reconeixements internacionals.
Tingué prou èxit com per guanyar al Campionat d'Espanya el 1955 i el Campionat del Món d'Harmònica que tingué lloc a Winterthur el mateix any. Després de la victòria a la ciutat suïssa, el conjunt visqué un temps de reconeixement públic, amb aparicions al NO-DO, concerts públics i actuacions a la ràdio i a la televisió. Posteriorment encara guanyà novament el Campionat del Món a Luxemburg (1957)  i obtingué la Medalla d'Or del XIII Festival Internacional de Pavia (1961).
El director del quintet fou Joaquim Fusté i Alcalà, (Barcelona, 7 d'octubre del 1928 - Barcelona, 23 de març del 2012), instrumentista d'harmònica i professor de música català.

## Discografia[calcitació]
- Quinteto Les Akord's.  San Sebastián: Columbia, 1958?. codi editorial ECGE-70319. Comprèn Malagueña, Pepita Creus (sic, per Greus)) i Danza Húngara núm. 5
- Quinteto Les Akord's.  San Sebastián: Columbia, 1958?. codi editorial ECGE-70318. Comprèn Czardas intermezzo, Ojos negros i Bell Panades
- Les Akords.  Barcelona: Discophon, 1961. codi editorial 27.048. Comprèn Danza del sable, Cavallería ligera, Can-can i Manhattan Spiritual
- Offenbach, Jacques (autor); Fusté, J. (arreglo). Célebre Can-Can de Orpheo en los infiernos.  Barcelona: Ediciones Armónica, s.d.